# بتمن: معمای بت‌وومن
بتمن: معمای بت‌وومن (انگلیسی: Batman: Mystery of the Batwoman) یک فیلم پویانمایی در سبک اکشن است که در سال ۲۰۰۳ منتشر شد.

## بازیگران
- کوین کانروی
- کیمبرلی بروکس
- کلی ریپا
- کیرا سجویک
- دیوید اوگدن استایرس
- کوین مایکل ریچاردسون
- هکتور الیزوندو
- باب هیستینگز
- افرم زیمبالیست جونیور
- الی مارینتهال
- جان ورنن
- تارا استرانگ